# تونس بلادي (إذاعة)
إذاعة تونس بلادي (بالفرنسية: Radio TounesBledi) هي إذاعة تبث برامجها على الويب وتتمركز بكندا.
تتمتع 160.000 مستمع خاصة بتونس وفرنسا وكندا وألمانيا.